# 보자 (음료)

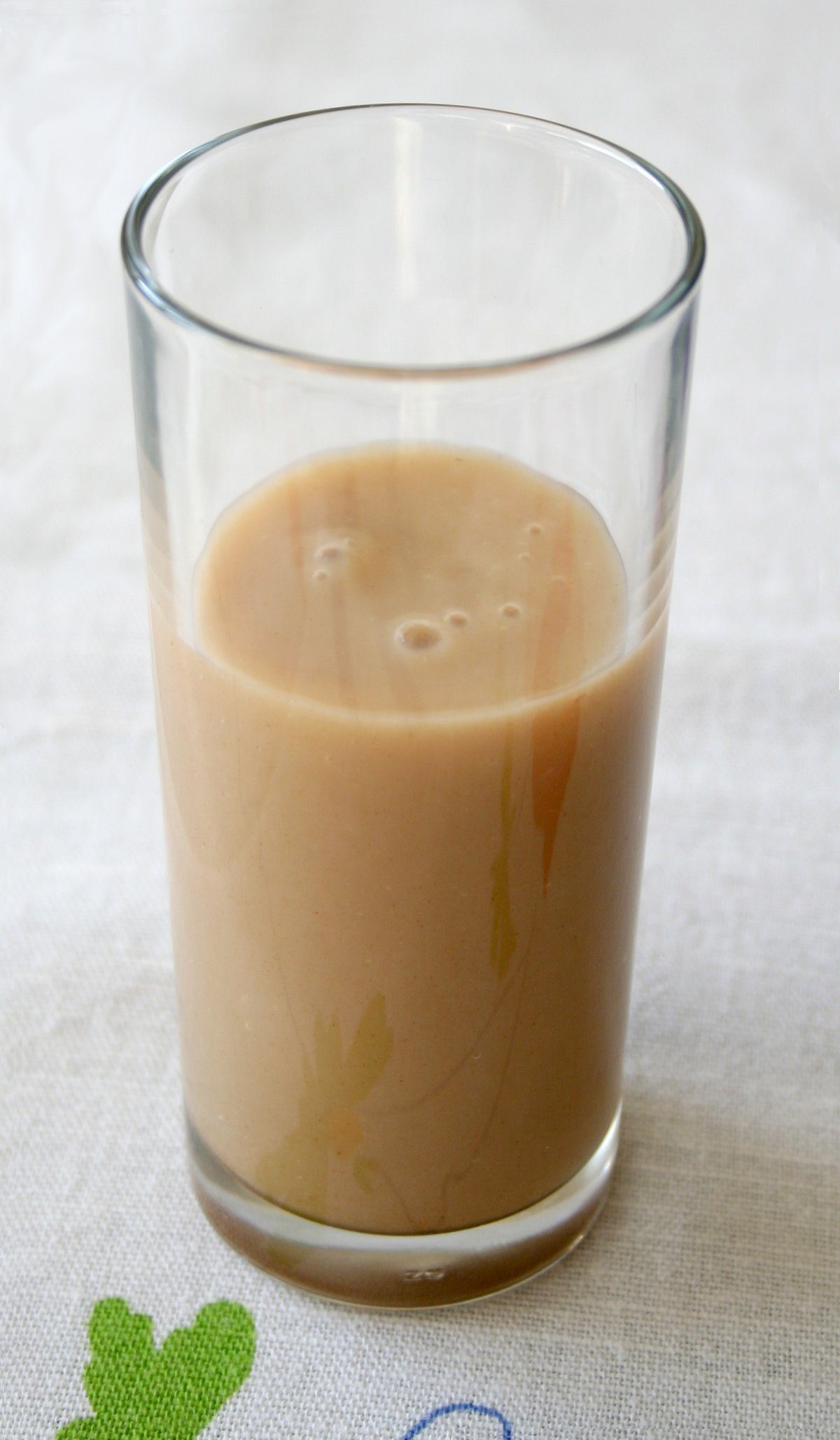
불가리아식 보자

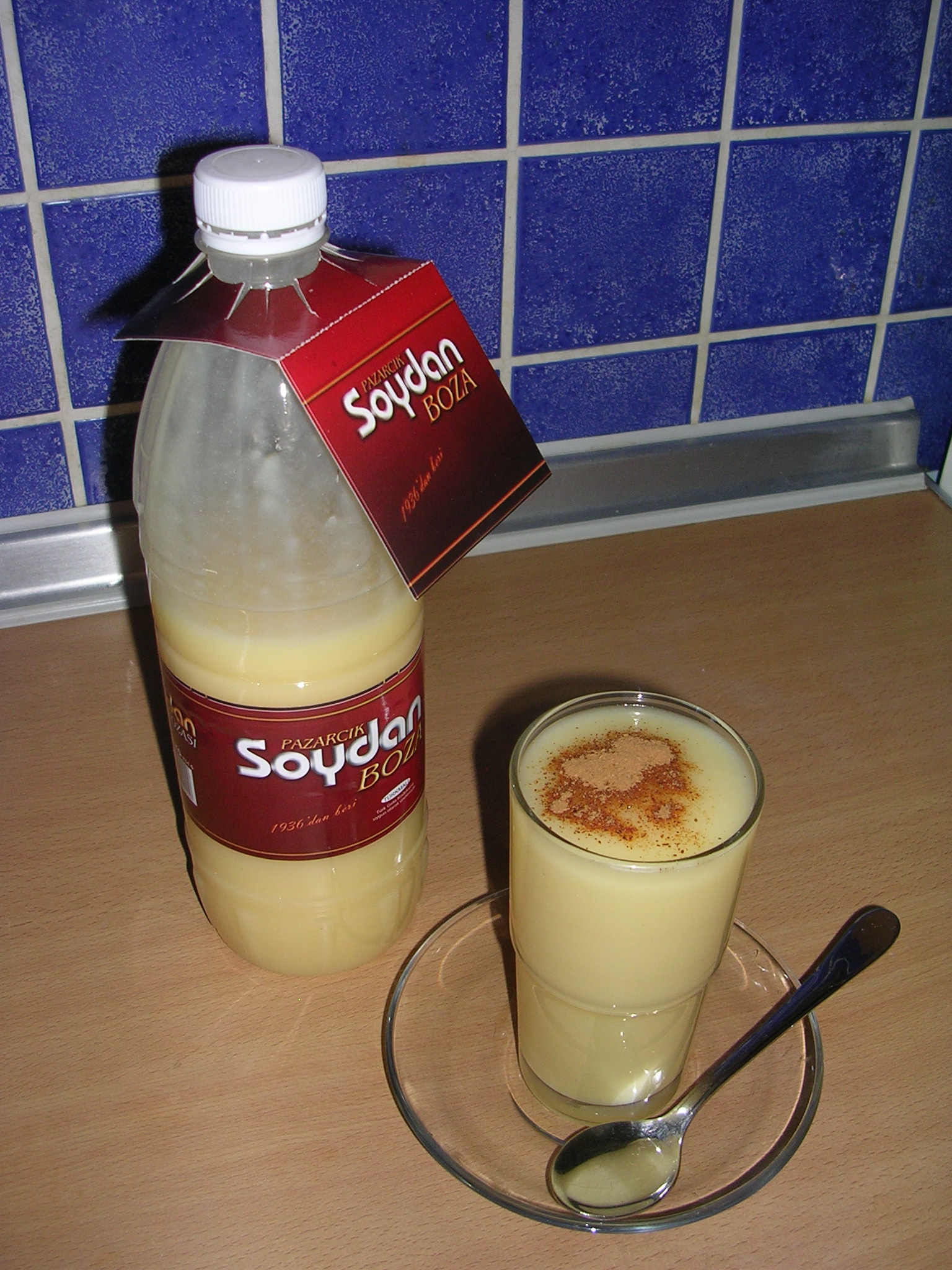
터키식 보자

보자(boza, bosa, bozo)는 카자흐스탄, 터키, 키르기스스탄, 알바니아, 코소보, 불가리아, 북마케도니아, 몬테네그로, 보스니아 헤르체고비나, 아제르바이잔을 비롯한 코카서스 지역, 우즈베키스탄, 루마니아 및 세르비아 등지에서 널리 마시는 발효 음료이다. 알바니아에서는 maize(옥수수)와 밀을, 터키에서는 발효된 밀가루를 사용해 보자를 만든다. 불가리아와 루마니아의 경우 밀이나 기장을 사용한다. 이집트에서는 "būẓa(بوظة)"로 알려져 있으며 일반적으로 보리를 사용한다. 보자는 걸쭉한 액체로 새콤달콤한 맛이 나며 1% 정도의 알코올 도수를 함유한다.

## 어원
BOZA라는 단어는 페르시아어에서 기원한 것으로 추정된다. (차가타이 지역에서는 보자가 낙타의 젖으로 만든 음료라는 뜻을 가지고 있지만 büze는 페르시아어로 기장을 의미한다.)

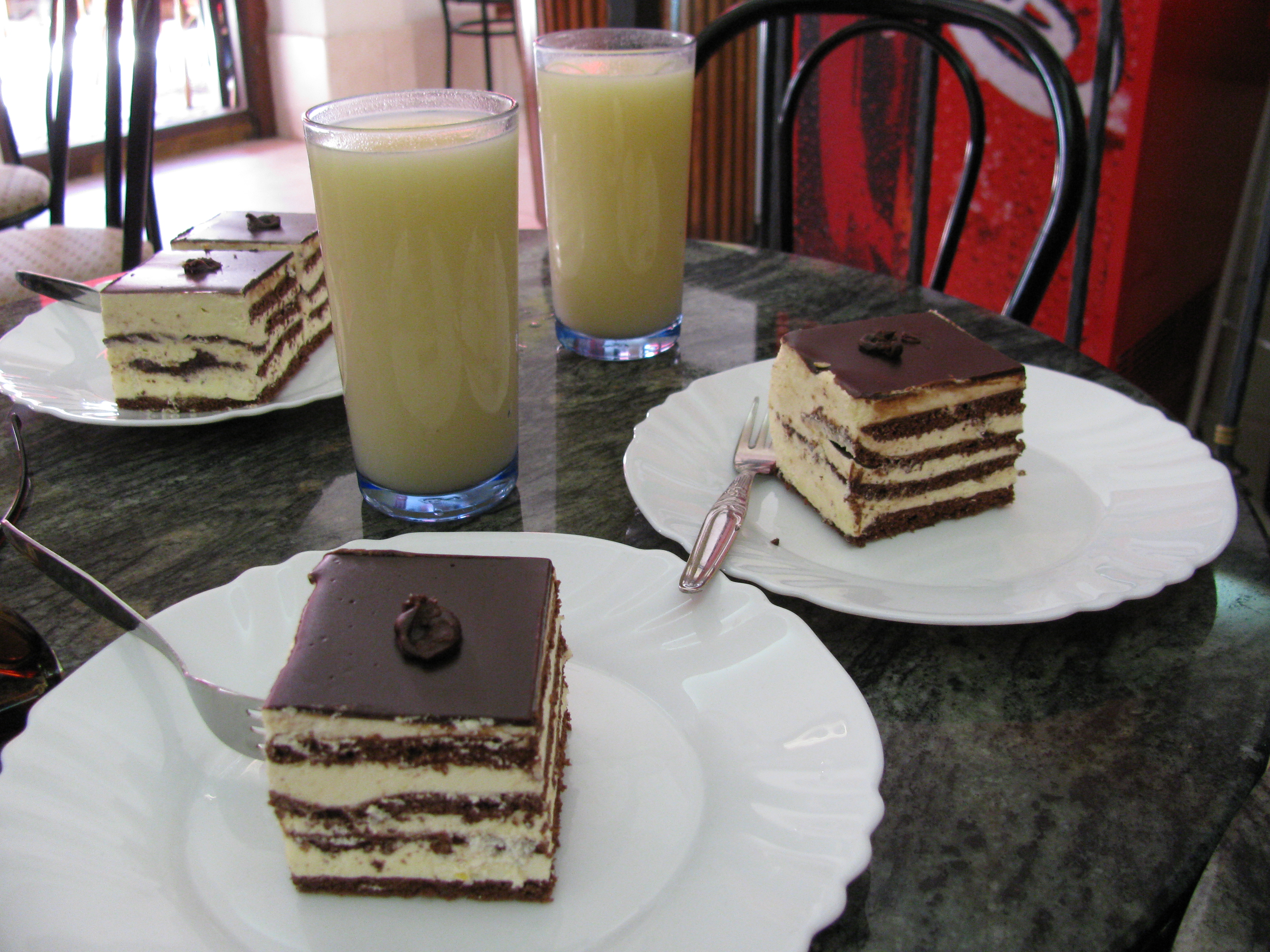
사라예보의 보자와 디저트(Boem šnita)

## 생산과 보관
보자는 발칸 반도와 대부분의 투르크권에서 생산되지만 항상 기장을 사용하는 것은 아니며 보자의 맛은 사용되는 곡물에 따라 달라진다. 연구팀은 옥수수, 밀, 쌀가루로 만든 보자 샘플을 측정하였는데 보자에는 평균적으로 당류 12.3%, 단백질 1.06%, 지방 0.07%로 이루어져 있었다고 한다.
보자는 시원한 곳에 보관해야 하기 때문에 터키의 보자 장수들은 전통적으로 여름철에 보자를 판매하지 않고 포도 쥬스나 레모네이드 같은 대체 음료를 판매해 왔다. 그러나 오늘날에는 냉장 기능의 발달로 여름철에도 보자를 구할 수 있다. 세르비아, 몬테네그로, 보스니아, 불가리아, 알바니아, 북마케도니아에서는 보자가 연중 신선한 음료로 생산되고 있다.